# سودانغ
سودانغ هي مدارس خاصة في القرى تقدم التعليم الأساسي خلال عهد غوريو ومملكة جوسون في كوريا.